# 汨羅江

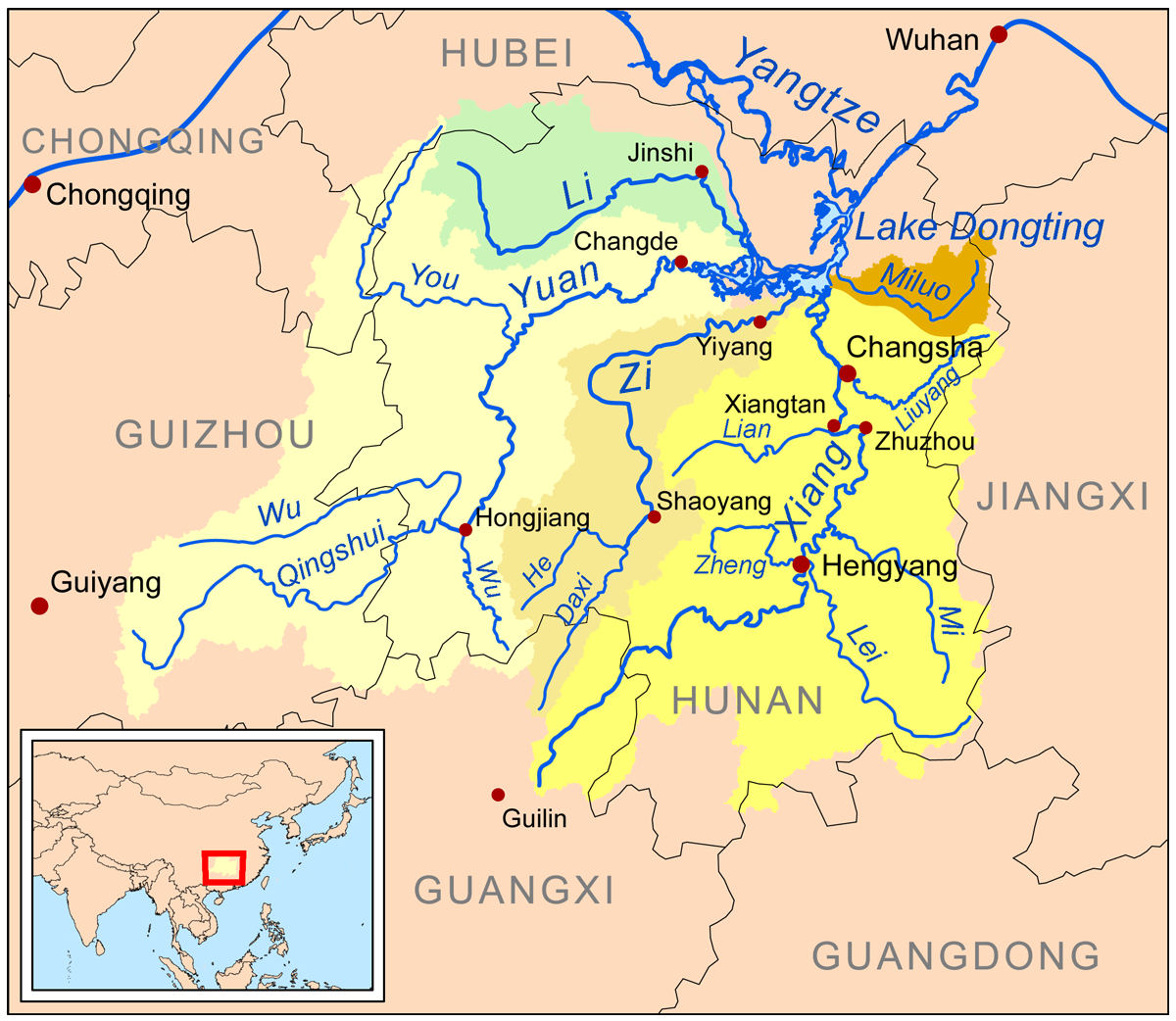
汨羅江流域を含む洞庭湖流域図

汨羅江（べきらこう、簡体字: 汨罗江; 拼音: mìluó jiāng、英語: Miluo River）は、中華人民共和国を流れる川の一つで、洞庭湖に注ぐ長江右岸の支流。湖南省の北東部を流れる。周代の諸侯国の一つ、羅国の遺民が住んだことからこの名がある。長さは250km。
汨羅江は江西省修水県黄龍山の梨樹堝に発する汨水（べきすい）が源流である。修水県の白石橋を経て、龍門で湖南省岳陽市平江県に入る。西へ流れて平江県の中心市街地を流れ、汨羅市で羅水と合流して汨羅江となり、北西へ向きを変え磊石郷へ流れ、汨羅江口で洞庭湖に注ぐ。
汨羅江には南北二つの大きな支流があるが、南の支流・汨水が主流となっている。北の支流は羅水と呼ばれ、汨羅市の屈譚（大丘湾）で合流している。汨水からの本流の長さは253km、洞庭湖の東側では最大の河川である。

## 伝説
戦国時代の末期、楚の詩人・屈原は、主君である懐王とその子である頃襄王の対外政策に異を唱えたため宮廷を追われ、長江より南の汨羅江河畔の玉笥山に流された。屈原はこの地で生涯でも最も重要な作品である『離騒』などを書いた。これは後に編集された『楚辞』にも収録され、楚国の詩の代表作とされる。紀元前278年に楚の都・郢（現在の湖北省荊州市荊州区）が秦軍に攻め落とされると、屈原は国を救う望みがなくなったことを感じ、旧暦五月五日の端午節に『懐沙』（石をいだく）を書き、汨羅江に身投げした。
言い伝えによれば、汨羅江の漁民は龍舟（ドラゴンボート）を漕いで屈原を助けようとしたが果たせなかった。そこで人々は命日の5月5日に、糯米を川に投げて屈原のための祭祀を行った。ここから、汨羅江は龍舟と粽子（ちまき）という中国の重要な民俗行事の発祥地となった。

## 支流
主要な支流には羅水のほか、昌江河、紙馬河、車対河、鍾洞河、木瓜河、黄金洞がある。
羅水は岳陽県芭蕉郷坳背里に発し、西南へ流れ、汨羅市大丘湾で汨羅江へと合流する。長さは88km、流域面積は595平方km。
昌江河は梅仙水ともいい、平江県西北部の幕阜山の西麓にある伝家洞に発し、楊梅港で汨羅江に合流する。長さは84km、流域面積は670平方km。